# Márton Fucsovics
Márton Fucsovics (maďarsky: Fucsovics Márton, * 8. února 1992 Nyíregyháza) je maďarský profesionální tenista. Na juniorském grandslamu vyhrál dvouhru ve Wimbledonu 2010 a s Tchajwancem Siem Čeng-pchengem čtyřhru US Open 2009. Ve své dosavadní kariéře na okruhu ATP Tour vyhrál dva singlové turnaje. Na challengerech ATP a okruhu ITF získal šest titulů ve dvouhře a tři ve čtyřhře.
Na žebříčku ATP byl ve dvouhře nejvýše klasifikován v březnu 2019 na 31. místě a ve čtyřhře v dubnu téhož roku na 189. místě. Trénuje ho Peter Nagy. Dříve tuto roli plnili Oliver Tauma, Attila Sávolt, Zoltan Nagy a Miklos Jancso. Připravuje se v nicejské ISP Academy. Na juniorském kombinovaném žebříčku ITF byl v červenci 2010 světovou jedničkou.
V maďarském daviscupovém týmu debutoval v roce 2010 utkáním prvního kola 2. skupiny zóny Evropy a Afriky proti Estonsku, v němž prohrál čtyřhru v páru s Bardoczkym i závěrečnou dvouhru proti Ivanovovi. Maďaři odešli poraženi 0:5 na zápasy. Do září 2024 v soutěži nastoupil k dvaceti pěti mezistátním utkáním s bilancí 25–13 ve dvouhře a 8–7 ve čtyřhře.

## Tenisová kariéra

### Juniorská kariéra: Světová jednička
V juniorské čtyřhře US Open 2009 triumfoval s Tchajwancem Sie Čcheng-pchengem po finálovém vítězství nad francouzským párem Julien Obry a Adrien Puget. Do semifinále se probojoval v juniorské dvouhře Australian Open 2010, kde byl nad jeho síly Australan hrající na divokou Sean Berman.
Červencová juniorská dvouhra Wimbledonu 2010 znamenala titul, když z pozice třináctého nasazeného ve finále přehrál australského kvalifikanta Benjamina Mitchella po dvousetovém průběhu. Celým turnajem prošel bez ztráty sady. V následné aktualizaci kombinovaného žebříčku ITF z 5. července 2010 se posunul na 1. místo.

### Profesionální kariéra
V rámci hlavních soutěží událostí okruhu ITF debutoval v květnu 2008, když na turnaj v maďarském Mogyoródu obdržel divokou kartu. V úvodním kole podlehl Francouzi Guillaumu Rufinovi. Premiérový singlový titul na challengerech ATP si odvezl z anningského China International Tennis Challengeru 2013, kde ve finále přehrál britského hráče Jamese Warda ve třech setech. Druhou trofej přidal na květnovém Internazionali di Tennis Castel del Monte 2013 v italské Andrii po vítězství nad německým tenistou Dustinem Brownem. Bodový zisk mu zajistil v následném vydání žebříčku ATP z 25. listopadu 2013 premiérový průnik mezi dvě stě nejlepších tenistů.

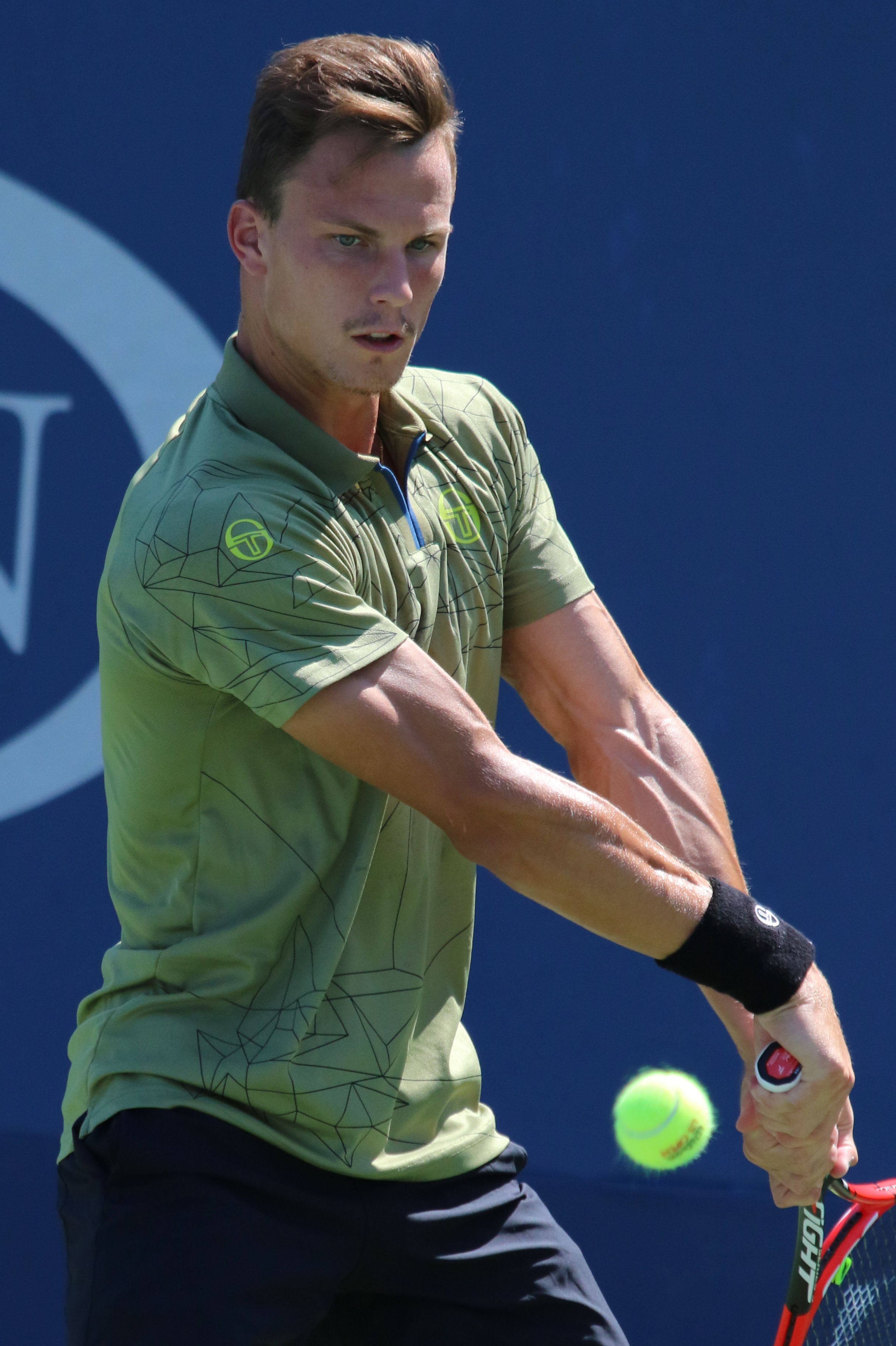
Bekhend na US Open 2016

Ve dvouhře okruhu ATP Tour debutoval na červnovém UNICEF Open 2012 v 's-Hertogenboschi. Z pozice kvalifikanta vypadl v prvním kole dvouhry s Japoncem Tacumem Item až po nezvládnutém tiebreaku závěrečné sady. Premiérový kariérní vyhraný zápas v této úrovni dosáhl na metském Open de Moselle 2013 po vyřazení sedmého nasazeného Jérémyho Chardyho. V rámci série ATP Masters nastoupil do prvního turnaje na březnovém Sony Open Tennis 2014 v Key Byscaine, kde jej na úvod kvalifikace vyřadil Američan Jack Sock.
Debut v hlavní soutěži nejvyšší grandslamové kategorie zaznamenal v mužském singlu US Open 2016 po zvládnuté tříkolové kvalifikaci, v níž na jeho raketě zůstali Kanaďan Peter Polansky, Argentinec Máximo González a Ital Lorenzo Giustino. V úvodním kole singlu však nestačil na španělského antukáře Nicoláse Almagra. Předtím mezi Wimbledonem 2011 a Wimbledonem 2016 neprošel čtrnáctkrát kvalifikačním grandslamovým sítem.
Do premiérového finále na okruhu ATP Tour postoupil na antukovém Geneva Open 2018, na němž startoval jako šedesátý muž světové klasifikace. Ve čtvrtfinále dvouhry vyřadil Stana Wawrinku a mezi poslední čtveřicí otočil duel s Američanem Stevem Johnsonem. V boji o titul pak přehrál čtyřicátého devátého hráče žebříčku Petera Gojowczyka z Německa po hladkém dvousetovém průběhu. Bodový zisk jej poprvé posunul do elitní světové padesátky, když ve vydání žebříčku z konce května 2018 figuroval na 45. místě. Na túře ATP se stal prvním maďarským vítězem turnaje po 36 letech, když naposledy předtím se to podařilo jeho krajanu Balázsi Taróczymu roku 1982 v Hilversumu. Den po triumfu porazil v úvodu French Open 2018 kanadského hráče Vaska Pospisila. Ve druhém kole jej zastavil šestnáctý nasazený Brit Kyle Edmund po čtyřsetovém průběhu.

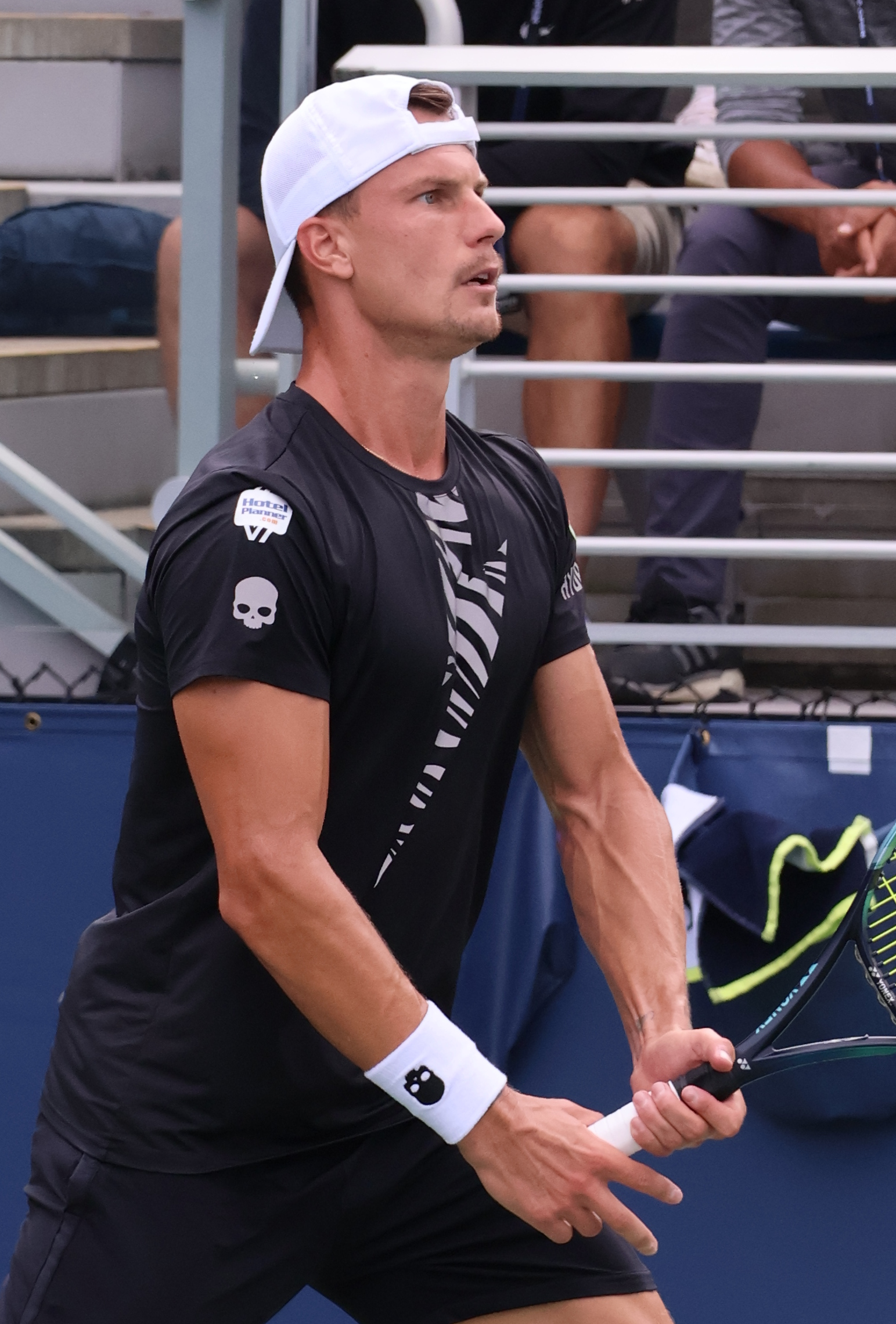
Na US Open 2023

Člena první světové desítky poprvé porazil na French Open 2020, kde jako hráč sedmé desítky na úvod vyřadil pátého v pořadí Daniila Medveděva, který jej předtím třikrát přehrál. Podruhé se tak stalo v osmifinále Wimbledonu 2021, po pětisetové bitvě se sedmým mužem klasifikace Andrejem Rubljovem z Ruska. Poprvé tak prošel do grandslamového čtvrtfinále, čímž se stal třetím Maďarem v této fázi Wimbledonu a prvním od roku 1948, respektive prvním maďarským čtvrtfinalistou grandslamu za předchozích třicet let. Ve čtvrtfinále travnatého BOSS Open 2023 ve Stuttgartu pak zdolal americkou světovou osmičku Taylora Fritze.
Druhou kariérní trofej na túře ATP si odvezl z obnoveného bukurešťského turnaje, Țiriac Open 2024. Ve druhém kole vyřadil druhého nasazeného Nizozemce Tallona Griekspoora. Na cestě do finále jej nezastavili ani Francouz Corentin Moutet s Chilanem Alejandrem Tabilem. V souboji o titul porazil ve dvou setech pátého nasazeného Mariana Navoneho z Argentiny. Stal se tak prvním maďarským šampionem na okruhu ATP Tour od své debutové trofeje v roce 2018 i prvním takovým vítězem v Bukurešti. Po skončení se na žebříčku posunul z 82. na 53. místo. Ve 32 letech a 2 měsících představoval druhého nejstaršího šampiona Romanian Open, když Verdasco byl při triumfu v roce 2016 o tři měsíce starší.

## Finále na okruhu ATP Tour

### Dvouhra: 4 (2–2)
| Legenda                   |
| ------------------------- |
| Grand Slam (0)            |
| Turnaj mistrů (0)         |
| ATP Tour Masters 1000 (0) |
| ATP Tour 500 (0–1)        |
| ATP Tour 250 (2–1)        |

| Stav      | č. | datum           | turnaj                | povrch    | soupeř ve finále | výsledek      |
| --------- | -- | --------------- | --------------------- | --------- | ---------------- | ------------- |
| Vítěz     | 1. | 27. května 2018 | Ženeva, Švýcarsko     | antuka    | Peter Gojowczyk  | 6–2, 6–2      |
| Finalista | 1. | únor 2019       | Sofie, Bulharsko      | tvrdý (h) | Daniil Medveděv  | 4–6, 3–6      |
| Finalista | 2. | březen 2021     | Rotterdam, Nizozemsko | tvrdý (h) | Andrej Rubljov   | 6–7(4–7), 4–6 |
| Vítěz     | 2. | duben 2024      | Bukurešť, Rumunsko    | antuka    | Mariano Navone   | 6–4, 7–5      |

## Finále na challengerech ATP
| Legenda                    |
| -------------------------- |
| Challengery (6–5 D; 0–1 Č) |

### Dvouhra: 11 (6–5)
| Stav      | č. | datum              | turnaj                     | povrch    | soupeř ve finále   | výsledek           |
| --------- | -- | ------------------ | -------------------------- | --------- | ------------------ | ------------------ |
| Vítěz     | 1. | 3. května 2013     | An-ning, ČLR               | antuka    | James Ward         | 7–5, 3–6, 6–3      |
| Vítěz     | 2. | 24. listopadu 2013 | Andria, Itálie             | tvrdý (h) | Dustin Brown       | 6–3, 6–4           |
| Finalista | 1. | 18. května 2014    | Heilbronn, Německo         | antuka    | Jan-Lennard Struff | 2–6, 6–7(5–7)      |
| Finalista | 2. | 6. července 2014   | Todi, Itálie               | antuka    | Aljaž Bedene       | 6–2, 6–7(4–7), 4–6 |
| Finalista | 3. | 5. června 2016     | Prostějov, Česko           | antuka    | Michail Kukuškin   | 1–6, 2–6           |
| Finalista | 4. | 12. února 2017     | Budapešť, Maďarsko         | tvrdý (h) | Jürgen Melzer      | 6–7(6–8), 2–6      |
| Vítěz     | 3. | 4. června 2017     | Vicenza, Itálie            | antuka    | Laslo Djere        | 4–6, 7–6(9–7), 6–2 |
| Vítěz     | 4. | 25. června 2017    | Ilkley, Spojené království | tráva     | Alex Bolt          | 6–1, 6–4           |
| Finalista | 5. | 13. ledna 2018     | Canberra, Austrálie        | tvrdý     | Andreas Seppi      | 7–5, 4–6, 3–6      |
| Vítěz     | 5. | listopad 2022      | Bratislava, Slovensko      | tvrdý (h) | Fábián Marozsán    | 6–2, 6–4           |
| Vítěz     | 6. | leden 2023         | Canberra, Austrálie (2)    | tvrdý     | Leandro Riedi      | 7–5, 6–4           |

### Čtyřhra: 1 (0–1)
| Stav      | č. | datum           | turnaj      | povrch | spoluhráč        | soupeři ve finále       | výsledek                |
| --------- | -- | --------------- | ----------- | ------ | ---------------- | ----------------------- | ----------------------- |
| Finalista | 4. | 13. května 2017 | Řím, Itálie | antuka | Kimmer Coppejans | Andreas Mies Oscar Otte | 6–4, 6–7(12–14), [8–10] |

## Finále na juniorském Grand Slamu

### Dvouhra: 1 (1–0)
| Stav  | rok  | turnaj    | povrch | soupeř ve finále  | výsledek |
| ----- | ---- | --------- | ------ | ----------------- | -------- |
| Vítěz | 2010 | Wimbledon | tráva  | Benjamin Mitchell | 6–4, 6–4 |

### Čtyřhra: 1 (1–0)
| Stav  | rok  | turnaj  | povrch | spoluhráč       | soupeři ve finále        | výsledek              |
| ----- | ---- | ------- | ------ | --------------- | ------------------------ | --------------------- |
| Vítěz | 2009 | US Open | tvrdý  | Sie Čeng-pcheng | Julien Obry Adrien Puget | 7–6(7–5), 5–7, [10–1] |